# لواء المنتصر بالله
لواء المنتصر بالله هي ميليشيا تابعة للجيش السوري الحر ذات أغلبية تركمانية تشكلت في سوريا عام 2012 وتُعتبر أبرز التشكيلات الموالية لتركيا في الجيش السوري الحر شارك لواء المنتصر بالله في الحرب الأهلية السورية، وخاضت معركة حلب (2012-2016) وعدة معارك وحملات أخرى في محافظة حلب ضد الحكومة السورية وتنظيم الدولة الإسلامية في العراق والشام (داعش) وقوات سوريا الديمقراطية قبل أن تنضم إلى صفوف جبهة النصرة وتقاتل جنبًا إلى جنب مع تنظيم الدولة الإسلامية (داعش) في عام 2013.

## لمحة تاريخية

### التشكيل
عُرفت الجماعة منذ بداية تأسيسها باسم «لواء المنتصر بالله»، ولكن بدءًا من عام 2018 بدأت بعض المصادر الصحفية والمنصات الإعلامية ووكالات الأنباء مثل وكالة الأناضول وصحيفة العربي الجديد وشبكة وطن، تُطلق عليها اسم فرقة المنتصر بالله، في حين ظل المرصد السوري لحقوق الإنسان يُشير إلى الفصيل في تقاريره بنفس الاسم القديم، أي لواء المنتصر بالله. لا يزال التاريخ الدقيق لتشكيل لواء المنتصر بالله غير واضح، وقد ذكر أحد مقاتلي لواء المنتصر بالله، أنّه انضم إليه عقب اندلاع الثورة السوريّة، في حين ذكرت قناة ناو نيوز أنّ منشأ لواء المنتصر بالله كان في مدينة الرقة أو حولها. وبحلول أوائل عام 2013، كان لواء المنتصر بالله ميليشيا تابعة للجيش السوري الحر ذات ميول إسلامية تعمل كجزء من ألوية أحفاد الرسول التي قاتلت ضد القوات السورية النظامية في محافظة الرقة، وكانت تتلقى الدعم من قطر. وعلى الرغم من صغر حجم ميليشياته نسبيًا في ذلك الوقت، فقد لعب لواء المنتصر بالله دورًا مهمًا خلال معركة الرقة الأولى في مارس (أذار) 2013. وبعد انضمامه إلى المجلس العسكري والثوري لجبهة تحرير الرقة، ساهم لواء المنتصر بالله مع الميليشيات الأخرى التابعة للمعارضة السورية في إحكام سيطرة المعارضة السورية على ضواحي مدينة الرقة وإخلائها من المواقع التابعة للجيش السوري النظامي في 3 مارس (أذار) 2013. وبعد ثلاثة أيام، استسلم ما تبقى من قوات حامية الرقة وسلموا المدخل الشرقي للمدينة، ثم وسط المدينة، إلى لواء المنتصر بالله وجبهة النصرة، دون مقاومة تُذكر. ولا يزال من غير الواضح حتى الىن كيف حدث ذلك. كان الاستيلاء على المدينة بمثابة نجاح كبير لميليشيا لواء المنتصر بالله، والتي شاركت بعد ذلك في حصار قاعدة الفرقة 17 التي كانت لا تزال تحت سيطرة الجيش السوري النظامي.
وفي يوليو (تموز) 2013، اتحد لواء المنتصر بالله مع فصائل ووحدات أخرى تابعة للجيش السوري الحر في الرقة وشكلوا معًا الفرقة 11 في محاولة لموازنة القوة الصاعدة لمختلف الجماعات الجهادية مثل جبهة النصرة، وأحرار الشام، وتنظيم الدولة الإسلامية في العراق والشام (داعش). ولكن مع مرور الوقت، بدأ تنظيم داعش يتفوق على الجماعات الأخرى ويزداد نفوذه في المنطقة، حتى أن مقاتلي لواء المنتصر بالله بدأوا في الانشقاق والانضمام إلى تنظيم الدولة الإسلامية. وفي سبتمبر (أيلول) 2013، انضم لواء المنتصر بالله إلى جبهة النصرة في محاولة لوقف تراجعها. وزعمت الميليشيا حينها أنها تتألف من 15 كتيبة. وفي أكتوبر (تشرين الأول)، اجتاحت ميليشيا لواء المنتصر بالله معاقل الموالين للنظام السوري في مدينة الطبقة. وبعد قمع داعش لجبهة النصرة في أراضيها، فقدت ميليشيا لواء المنتصر بالله حاميها، واختار مقاتلوها الانضمام إلى داعش في ديسمبر (كانون الأول) 2013.

### ميليشيا حلب
لا يُعرف كيف وإلى أي مدى ارتبط لواء المنتصر بالله في الرقة بالميليشيا التي تحمل الاسم نفسه والتي ظهرت في حلب بعد الاستسلام الأول لتنظيم داعش. صرح فراس باشا، قائد لواء المنتصر بالله في حلب، في مقابلة تليفزيونية أجراها عام 2017 مع قناة تي آر تي وورلد أن ميليشياته تأسست على أيدي مزيج من التركمان والعرب من سكان مدينة حلب في عام 2013، في حين ذكرت شبكة ناو نيوز أن مجموعة فراس تعود أصولها إلى مدينة الرقة. وبغض النظر عن منشأها، فقد كانت ميليشيا المنتصر بالله التابعة لفراس باشا تقاتل إلى جانب المعارضة السورية في معركة حلب التي وقعت في يناير (كانون الثاني) 2014، وكانت غالبيتها تتألف من التركمان في ذلك الوقت. وفي أكتوبر (تشرين الأول) 2015، كانت ميليشيا لواء المنتصر بالله من بين الجماعات المتمردة التي هاجمت منطقة الشيخ مقصود التي كانت تسيطر عليها وحدات حماية الشعب الكردية في حلب، بعد أن اتهمت وحدات حماية الشعب بمساعدة الحكومة السورية ومهاجمة القرى التركمانية في حلب.
وبحلول أوائل عام 2016، كان لواء المنتصر بالله لا يزال يمتلك ميليشيا صغيرة العدد إلى حد ما، حيث بلغ عدد مقاتليه 350 مقاتلًا فقط، غير أن قائده فراس باشا اكتسب بعض الشهرة في تركيا. وكان فراس باشا يظهر بانتظام" في التلفزيون التركي في ذلك الوقت، ويتحدث عن وضع التركمان في سوريا ويحاول حشد الدعم لمجموعته. وفي الوقت نفسه، عانى لواء المنتصر بالله من الغارات الجوية الروسية العنيفة، مما دفع باشا إلى القول إنه "لو لم تكن هناك طائرات روسية، لما ظل بشار الأسد حتى اليوم. انضمت ميليشيا لواء المنتصر بالله في حلب في فبراير (شباط) 2014 إلى تحالف جيش حلب المعارض، وشاركت بعد ذلك في مقاومة هجوم كبير مدعوم من روسيا شنته كل من القوات المسلحة السورية النظامية وقوات سوريا الديمقراطية في ريف حلب الشمالي دون جدوى. كما قاتل لواء المنتصر بالله في حلب ضد تنظيم الدولة الإسلامية (داعش) في هجوم شمال حلب الذي وقع في الفترة ما بين مارس-يونيو 2016، وكانت ميليشيا لواء المنتصر بالله في حلب في هذه المرة جزءًا من جيش الفتح. وفي 20 يونيو (حزيران) 2016، شاركت الميليشيا في عملية تبادل أسرى مع لواء القدس، وهي ميليشيا موالية للحكومة السورية.
قام لواء المنتصر بالله، مثل العديد من الوحدات التركمانية الأخرى في الجيش السوري الحر، بنقل جزء على الأقل من قواته من مدينة حلب لدعم عملية درع الفرات التي قادتها تركيا في نوفمبر 2016. وقد أدى ذلك إلى إضعاف آخر مقاومة للمتمردين في المدينة، والتي تمكنت القوات المسلحة السورية النظامية من استعادتها بالكامل في ديسمبر (كانون الأول) 2016. برر مسؤول كبير في لواء المنتصر بالله ذلك التراجع بأن هزيمة المتمردين في حلب أصبحت حتمية على أي حال. غير أن ميليشيا لواء المنتصر بالله تمكنت خلال تلك المعركة من أسر ثلاثة جنود من الجيش السوري بالقرب من الباب في مايو (أيار) 2017، لمنعهم من استعادة السيطرة على إحدى القرى. وفي أوائل عام 2018، شاركت الميليشيا في عملية غصن الزيتون التي أسفرت عن انتزاع مقاطعة عفرين من قوات سوريا الديمقراطية. بعد الاستيلاء على مدينة عفرين، قام لواء المنتصر بالله بتوزيع 300 طن من السكر على السكان المحليين. وزعمت المجموعة أن السكر تم الاستيلاء عليه من غرفة تخزين السوق السوداء التابعة لحزب الاتحاد الديمقراطي، وهو ما كان يهدف لإثبات أن الجيش التركي والجيش السوري الحر، جاءا إلى مدينة عفرين لوضع حد لقمع حزب الاتحاد الديمقراطي على حد مزاعمهم. على الجانب الآخر، اتهمت وكالة أنباء الحوار الموالية لحزب الاتحاد الديمقراطي، الوحدة والمجموعات المتحالفة معها بنهب الآثار الموجودة في ناحية موباتا. وبحلول عام 2020، كان لواء المنتصر بالله واحدًا من عدة مجموعات تابعة للجيش الوطني السوري التي لا تزال تسيطر على مدينة عفرين والمناطق الريفية المحيطة بها. وبحسب منظمة سوريون من أجل الحقيقة والعدالة، فقد كانت ميليشيا لواء المنتصر بالله متورطة في الاعتقال التعسفي لأحد المدنيين في قرية راجو في مارس (آذار) 2020، والذي أعقبه طلب فدية.

## التنظيم والأيديولوجية
يتولى فراس باشا قيادة لواء المنتصر بالله بشكل بارز، وتتألف ميليشيا لواء المنتصر بالله من 350 مقاتلًا، بينهم 170 من التركمان، وبحلول فبراير (شباط) 2016. كانت ميليشيا لواء المنتصر بالله واحدة من بين الجماعات المتمردة السورية التي تدعم أو على الأقل تتسامح مع الأيديولوجيات القومية التركية أو التيارات القومية التركية كالعثمانية الجديدة والطورانية لذا ارتبط اسم لواء المنتصر بالله بالعديد من الجمعيات اليمينية أو الإسلامية في تركيا، ففي عام 2016، تلقت الميليشيا مساعدات من تنظيم الذئاب الرمادية وحزب الوحدة الكبرى اليمينيان التركيان، على الرغم من ادعاء فراس باشا في ذلك الوقت أنه لا يوجد مواطنون أتراك يقاتلون ضمن ميليشيا لواء المنتصر بالله. وفي عام 2018، انضم العديد من الجهاديين والقوميين المتطرفين الأتراك إلى ميليشيا لواء المنتصر بالله، وعلى الرغم من ذلك، زعم فراس باشا أيضًا إن مجموعته لا تفرق بشكل كبير بين التركمان والعرب، وتقبل في الغالب المساعدة من الجماعات التركية والإسلامية بدافع الضرورة البسيطة. تلقت ميليشيا لواء المنتصر بالله الدعم كذلك من الدولة التركية، خاصة بعد انضمامها إلى الجيش الوطني السوري. تلقى بعض مقاتلي ميليشيا لواء المنتصر بالله تدريبات على أيدي القوات المسلحة التركية في أوائل عام 2018. وبحلول عام 2019، كان لواء المنتصر بالله بمثابة اللواء 122، وهو جزء من الفرقة 12، في الفيلق الأول للجيش الوطني السوري. ومن المعروف أيضًا أن الميليشيا قامت بتوزيع وتنظيم المساعدات الإنسانية في ريف حلب، حيث كانت تحظى بدعم منظمات مثل تركمان دير والهلال الأحمر التركي في هذا الصدد. وبحلول عام 2020، كان المرصد السوري لحقوق الإنسان لا يزال يصف لواء المنتصر بالله باعتباره ميليشيا تركمانية.